# SK Prostějov
O SK Prostějov é uma equipe de futebol da cidade de Prostějov, na região da Morávia, na República Tcheca. Foi fundado em 1904, e suas cores são azul e branco.
Disputa suas partidas no Prostejov Stadion, em Prostejov, que tem capacidade para 10.000 espectadores.
A equipe compete atualmente nas divisões inferiores do Campeonato Tcheco. Sua melhor colocação no campeonato nacional foi a segunda colocação do Campeonato Tchecoslovaco na temporada 1941/42, ficando atrás apenas do Slavia Praga. Também ficou em terceiro nas temporadas 1935/36 e 1936/37.
Também foi vice-campeão da Copa da República Tcheca em 1940, perdendo na final pro SK ASO Olomouc pelos placares de 3 a 1 e 2 a 1. Nessa época, durante a Segunda Guerra Mundial, o torneio era disputado no Protetorado da Boêmia e Morávia.
Nunca disputou uma das grandes competições da UEFA. Porém, chegou às quartas-de-final da Copa Mitropa de 1936 e, em 1937, disputou as oitavas-de-final.

## Nomes
- 1904 - SK Prostejov (Sportovní klub Prostejov)
- 1948 - Sokol II
- 1950 - CSSZ Prostejov
- 1953 - Tatran Prostejov
- 1956 - Slovan Prostejov
- 1958 - Fusão com o Baník
- 1959 - Fusão com o TJ Zelezárny

## Títulos
O clube não possui nenhum título de relevância.